# Харвуд, Рональд
Сэр Рональд Харвуд (англ. Ronald Harwood; 9 ноября 1934, Кейптаун, ЮАР — 8 сентября 2020), настоящая фамилия Хорвиц — английский писатель, драматург и сценарист.

## Биография
Рональд Хорвиц родился в Кейптауне в семье дочери польских эмигрантов Изобель (урождённая Пеппер) и моряка литовского происхождения Исаака Хорвицев. Харвуд переехал из Кейптауна в Лондон в 1951, чтобы выучиться на актёра. Он сменил фамилию на Харвуд после того, как его учитель английского объяснил, что для актёра фамилия Хорвиц слишком иностранная и еврейская на слух. После обучения в Королевской академии драматического искусства он присоединился к шекспировской труппе сэра Дональда Вулфита. С 1953 по 1958 служил личным костюмером сэра Дональда. Позже, опираясь на опыт тех лет, он написал пьесу «Костюмер» и биографию «Сэр Дональд Вулфит, Командор Британской Империи: его жизнь и работа в немодном театре». В 1959 году после ухода из труппы Вулфита один сезон играл в театре Lyric Hammersmith.
В 1960 году Харвуд начинает карьеру писателя и в 1961 опубликовывает свой первый роман All the Same Shadows, в 1962 году пишет первый сценарий (для киноленты Рядовой Поттер), а в 1964 году сочиняет первую пьесу March Hares. Харвуд является довольно плодовитым автором, создав более 21 пьесы и 10 книг. Его пьесы нравятся многим театралам по всему миру, но, например, лондонские критики считают их тяжеловесными и излишне серьёзными. Его книги также пользуются успехом: роман «Дом» в 1994 году получил Еврейскую ежеквартальную премию в области художественной литературы. Кроме того, он написал более 16 сценариев, но при этом редко создаёт оригинальные сюжеты для кинокартин, как правило, адаптируя для фильмов книги и пьесы, в том числе и собственные работы («Костюмер»).
Одна из наиболее повторяющихся тем в творчестве Харвуда — это его любовь к театру и актёрам, которую можно заметить в пьесах After the Lions (о жизни Сары Бернар), Квартет (о стареющих оперных певцах) и Костюмер, в полуавтобиографическом очерке об одарённом южноафриканском пианисте Another Time и его театраловедческой книге Весь мир — театр. Харвуд проявляет большой интерес ко Второй мировой войне. Это видно по сценариям к таким фильмам, как «Операция «Восход»», «Приговор», «Пианист» и «Мнения сторон». В их основу легли реальные события, в двух последних из них главными персонажами являются музыканты. Его пьеса 2008 года Английская трагедия рассказывает о жизни британского фашиста Джона Амери.
Харвуд также написал сценарии для фильмов «Версия Браунинга» (1994) с Альбертом Финни, «Театр» (2004) с Аннетт Бенинг и Джереми Айронсом и «Оливер Твист» (2005) с Беном Кингсли.
Он выиграл премию «Оскар» за сценарий к ленте «Пианист». До этого он уже был номинирован за фильм «Костюмер» в 1983 году. По итогам 2007 года Харвуд получил третью номинацию на премию «Оскар» за лучший адаптированный сценарий за сценарий к кинофильму «Скафандр и бабочка», основанному на мемуарах Жана-Доминика Боби. За эту работу он также получил премию BAFTA и ещё ряд престижных кинонаград.

## Признание
Харвуд был президентом английского ПЕН-клуба с 1989 по 1993 год и Международного ПЕН-клуба в 1993 — 1997 годах. Он был председателем Королевского общества литературы (2001—2004) и президентом Королевского литературного фонда (2005). Он стал членом Королевского общества литературы в 1974, кавалером ордена искусств и литературы (1996) и командором Ордена Британской империи (1999). В 2003 году он был избран членом Сербской академии наук и искусств в Департамент по вопросам языка и литературы. Харвуд получил звание доктора филологии Университета Киля (2002). Почётный доктор Национальной академии театра и кино (город София) (2007), почётный член Центральной школы речи и драмы (2007) и почётный член Университета Чичестера (2009). 12 июня 2010 года за свои театральные заслуги Харвуд был посвящён в рыцари. С 2008 года он является председателем гилфордского театра Yvonne Arnaud Theatre.

## Личная жизнь
В 1959 году он женился на Наташе Рихль. Актёр сэр Энтони Шер является его двоюродным братом.

## Пьесы
- March Hares (1964)
- Country Matters (1969)
- The Good Companions (рус. Добрые товарищи) (либретто, 1974)
- The Ordeal of Gilbert Pinfold (рус. Испытание Гилберта Пинфолда), адаптация одноимённого романа Ивлина Во (1977)
- A Family (рус. Семья) (1978)
- The Dresser (рус. Костюмер) (1980)
- After the Lions (1982)
- Tramway Road (рус. Трамвайный путь) (1984)
- The Deliberate Death of a Polish Priest (рус. Спланированная смерть польского священника) (1985)
- Interpreters (рус. Переводчики) (1985)
- J. J. Farr (рус. Дж. Дж. Фарр) (1987)
- Иванов, перевод пьесы Антона Чехова на английский (1989)
- Another Time (рус. Другие времена)(1989)
- Reflected Glory (рус. Отражение славы) (1992)
- Poison Pen (1993)
- Taking Sides (рус. Мнения сторон) (1995)
- The Handyman (1996)
- Quartet (рус. Квартет) (1999)
- Goodbye Kiss/Guests (2000)
- Mahler’s Conversion (рус. Беседа Малера) (2001)
- See U Next Tuesday (2002)
- An English Tragedy (рус. Английская трагедия) (2008)
- Collaboration (2009)

## Фильмография
| Фильмы | Фильмы                     | Фильмы                                  | Фильмы               | Фильмы |
| Год    | На русском языке           | На языке оригинала                      | Режиссёр             |        |
| ------ | -------------------------- | --------------------------------------- | -------------------- | ------ |
| 1962   |                            | The Barber of Stamford Hill             | Каспар Вреде         |        |
| 1962   | Рядовой Поттер             | Private Potter                          | Каспар Вреде         |        |
| 1965   | Ураган над Ямайкой         | A High Wind in Jamaica                  | Александр Маккендрик |        |
| 1966   | Чтоб ты сдохла, дорогая    | Drop Dead Darling                       | Кен Хьюз             |        |
| 1968   | Бриллианты на завтрак      | Diamonds for Breakfast                  | Кристофер Морахэн    |        |
| 1968   | Не промахнись, Ассунта!    | La ragazza con la pistola               | Марио Моничелли      |        |
| 1970   |                            | Eyewitness                              | Джон Хью             |        |
| 1970   | Один день Ивана Денисовича | One Day in the Life of Ivan Denisovich  | Каспар Вреде         |        |
| 1975   | Операция «Восход»          | Operation: Daybreak                     | Льюис Гилберт        |        |
| 1981   | Эвита Перон                | Evita Peron                             | Марвин Дж. Чомски    |        |
| 1983   | Костюмер                   | The Dresser                             | Питер Йетс           |        |
| 1985   | Доктор и дьяволы           | The Doctor and the Devils               | Фредди Фрэнсис       |        |
| 1986   |                            | The Deliberate Death of a Polish Priest | Кевин Билингтон      |        |
| 1987   | Мандела                    | Mandela                                 | Филип Савилл         |        |
| 1989   |                            | Countdown to War                        | Патрик Лау           |        |
| 1991   | Красивая любовь            | Cin cin                                 | Джин Сэкс            |        |
| 1994   | Версия Браунинга           | The Browning Version                    | Майк Фиггис          |        |
| 1995   | Два цвета времени          | Cry, the Beloved Country                | Даррелл Рудт         |        |
| 2001   | Мнения сторон              | Taking Sides                            | Иштван Сабо          |        |
| 2002   | Пианист                    | The Pianist                             | Роман Полански       |        |
| 2003   | Приговор                   | The Statement                           | Норман Джуисон       |        |
| 2004   | Театр                      | Being Julia                             | Иштван Сабо          |        |
| 2005   | Оливер Твист               | Oliver Twist                            | Роман Полански       |        |
| 2007   | Скафандр и бабочка         | Le scaphandre et le papillon            | Джулиан Шнабель      |        |
| 2007   | Любовь во время холеры     | Love in the Time of Cholera             | Майк Ньюэлл          |        |
| 2008   | Австралия                  | Australia                               | Баз Лурман           |        |
| 2012   | Квартет                    | Quartet                                 | Дастин Хоффман       |        |